# Pedro Ariche
Pedro Javier Ariche Axpe (Lérida, 14 de mayo de 1961) más conocido como Pedro Ariche, es un fiscal, jurista y profesor universitario especializado en delincuencia económica y patrimonial. Siempre ha ocupado cargos en la fiscalía de Barcelona y, en mayo de 2018, fue nombrado teniente fiscal de la Fiscalía Superior de Cataluña.
Es profesor asociado del departamento de derecho penal y criminología de la Facultad de Derecho de la Universidad de Barcelona  y ha impartido clases de derecho penal económico en la Universidad Abad Oliba y en la escuela de negocios Esade Business School.
Pedro Ariche también tiene la Orden de la Cruz de San Raimundo de Peñafort por la actividad realizada como miembro del Consejo Fiscal y la medalla al mérito policial con distintivo blanco por las actuaciones relacionadas con el referéndum de independencia de Cataluña del 1 de octubre de 2017.

## Trayectoria
En 1984, Pedro Ariche se licenció en derecho en la Universidad de Barcelona. En febrero de 1990 fue nombrado abogado fiscal y ascendió a fiscal en abril de 1996. Ejerció en los juzgados de Santa Coloma de Gramanet y Barcelona, antes de entrar al servicio especial de delincuencia económica en 2009.
En junio de 2009, Pedro Ariche, junto con  Francisco Bañeres, fueron los primeros fiscales encargados del escándalo de corrupción conocido como Caso Palau. Ariche también ejerció de portavoz del caso.
En diciembre de 2009, Ariche fue elegido miembro del llamado Consejo Fiscal, el órgano consultivo de la Fiscalía General del Estado que elabora los criterios generales del ministerio público. Ariche formaba parte de la candidatura de la Asociación de Fiscales que obtuvo seis vocales mientras que la Unión progresista de Fiscales solo obtenía tres.
En febrero de 2011, Ariche y Bañeres fueron sustituidos por el fiscal anticorrupción de Barcelona, Emilio Sánchez Ulled, quien asumió la representación de la Fiscalía en las diligencias de instrucción del caso Palau.
En 2013, con el nombramiento del fiscal Bañeres como teniente fiscal de la Fiscalía Superior de Cataluña, Pedro Ariche se convirtió en el fiscal decano del servicio de delincuencia económica de la fiscalía de Barcelona. Como especialista en delitos económicos, Ariche investigó otros casos mediáticos como el caso Método 3 por posible espionaje al FC Barcelona, el caso Neymar o el caso contra exdirigentes del partido político Unión Democrática de Cataluña por haberse beneficiado de la Fundació Catalunya i Territori.
Como coordinador de los fiscales de delitos económicos de Barcelona, Pedro Ariche ha supervisado otras investigaciones destacadas como serían los casos de fraude fiscal del futbolista Leo Messi, la soprano Montserrat Caballé, el escritor Ildefonso Falcones y varios empresarios.

## Controversias
En octubre de 2009, en un acto sin procedentes, Pedro Ariche y la cúpula de la fiscalía de Cataluña comparecieron en rueda de prensa para denunciar y rebatir punto por punto los argumentos del juez Juli Solaz por haber dejado en libertad a los principales acusados del caso Palau:  Fèlix Millet y Jordi Montull. La fiscalía consideraba que la ley permitía acordar la prisión incondicional y que no había que reformarla, en contra de la opinión del juez. Este acto insólito de la fiscalía causó un gran impacto en el ámbito de la justicia y, de paso, provocó una fuerte polémica en el seno de la magistratura entre defensores y detractores del juez Solaz.
En abril de 2015, Ariche fue el representante de la fiscalía en las negociaciones con la abogacía del Estado, la Generalidad y el abogado Emili Cuatrecasas del bufete de abogados Cuatrecasas, para llegar a un pacto de conformidad por el que el acusado, Emili Cuatrecasas, aceptó una condena de dos años de prisión y una multa de 1,5 millones de euros por ocho delitos fiscales. Ariche redactó el escrito de conformidad y tuvo en cuenta, como atenuante muy cualificada, que el empresario regularizara su situación tributaria pagando cuotas pendientes a la Hacienda española por valor de más de cuatro millones de euros.
En mayo de 2018, en su discurso de toma de posesión del cargo de teniente fiscal de la Fiscalía Superior de Cataluña, instó a los Mozos de Escuadra a evitar la ocupación de espacios públicos con lazos amarillos que, según Ariche, son símbolos que no tienen que ver con la libertad de expresión. También pidió que las instituciones catalanas no estuvieran «secuestradas» por la ideología y aseguró que el ministerio público solo reanudaría la relación con el Parlamento y la Generalidad si actuaban dentro de la legalidad.
En agosto de 2018, Pedro Ariche, en funciones de fiscal superior y a petición de Sociedad Civil Catalana (SCC), requirió del comisario jefe de los Mozos de Escuadra que abriera una investigación y explicara «los concretos motivos por los que se identificó a diversos ciudadanos por retirar lazos amarillos» y que explicara los criterios que siguen los Mozos de Escuadra ante las «eventuales actuaciones de retirada de simbología partidista o reivindicativa de la vía pública por parte de particulares».
En septiembre de 2018, Pedro Ariche fue incluido por el ministro del interior español, Fernando Grande-Marlaska, en la lista anual de medallas al mérito policial con distintivo blanco, para personas ajenas a la policía, por su brillante gestión relacionada en el denominado  proceso de independencia de Cataluña. Otras fuentes lo atribuyen a su persecución de los lazos amarillos en el espacio público.
En marzo de 2019, el pacto de conformidad con Emili Cuatrecasas volvió a ser noticia cuando se supo que la exvicepresidenta del gobierno español, Soraya Sáenz de Santamaría, que era la responsable de la abogacía del estado cuando se negoció el pacto, había sido contratada por el bufete de abogados Cuatrecasas.